# Atlasaurus
Atlasaurus („ještěr z pohoří Vysoký Atlas“) byl rod poměrně velkého sauropodního dinosaura, náležejícího možná ke kladu Turiasauria. Žil v období střední jury (geologické stupně bath až kelloway, asi před 168 až 163 miliony let) na území dnešního Maroka (například geologická Skupina El Mers).

## Objev a popis

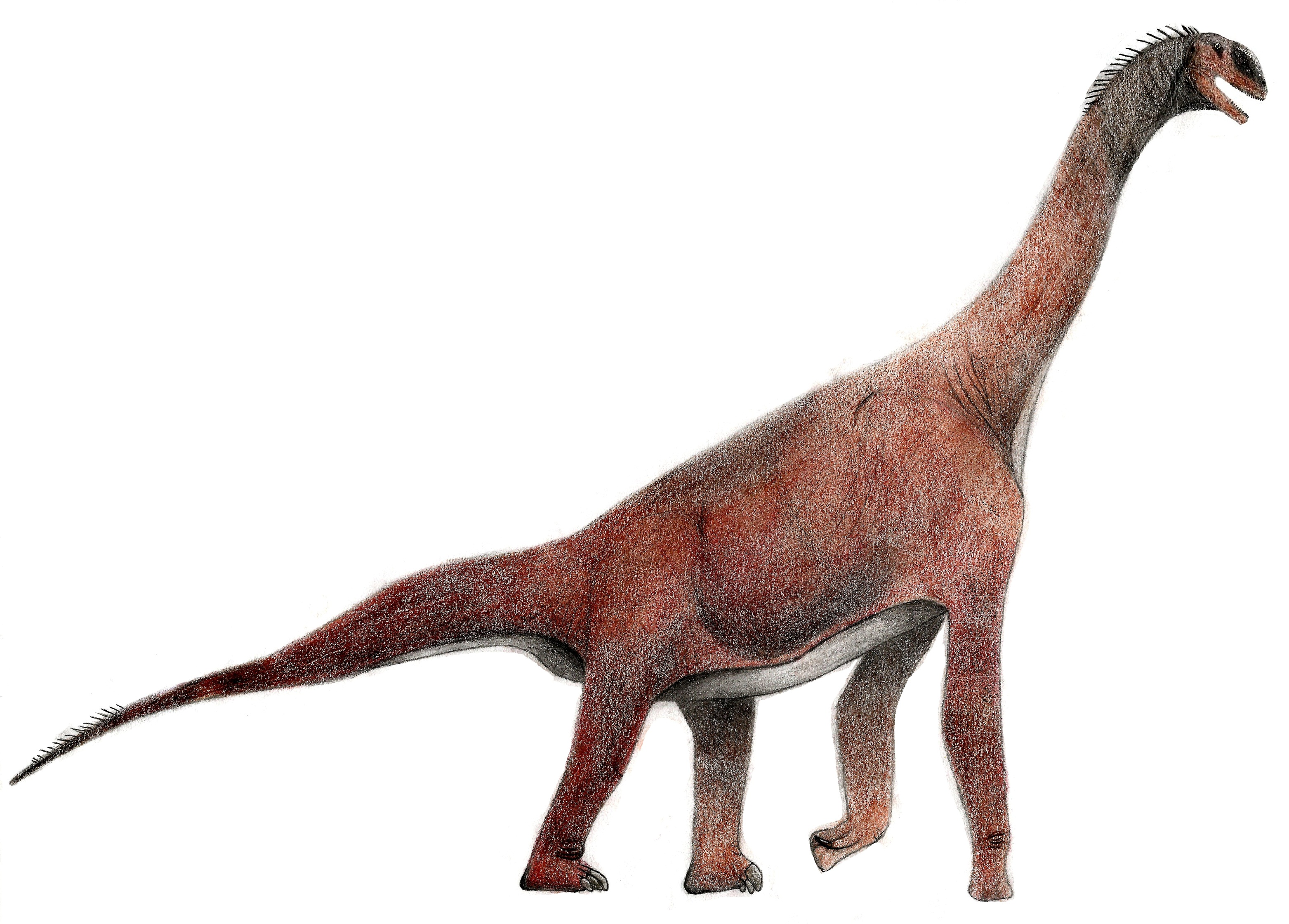
Atlasaurus – rekonstrukce vzezření

Fosilie tohoto dinosaura byly objeveny v roce 1981 na lokalitě Wawmda na území marocké provincie Azilal v pohoří Atlas. Zkameněliny pocházejí ze sedimentů souvrství Guettioua a představují značnou část kostry tohoto velkého dinosaura. Původně byl tento vývojově primitivní sauropod považován za "cetiosaurida", dnes bývá spíše řazen mezi turiasaury. Typový druh Atlasaurus imelakei byl formálně popsán roku 1999. Druhové jméno je odvozeno z arabského výrazu Imelake, označující "obra" nebo "titána".
Jednalo se o mohutně stavěného sauropoda, který sice nedosahoval velké délky (kolem 15 metrů), ale byl značně těžký (odhady udávají zhruba 22 až 27 tun). Jeho krk byl dlouhý kolem 3,86 metru, hřbet asi 3,04 m, kost pažní 1,95 m a kost stehenní rovné 2 metry. Přední končetiny atlasaura tedy byly delší než zadní, podobně jako u brachiosauridů. Jeho výška přesahovala 5 metrů.